# フラワーライン
フラワーラインとは、かつて存在した競輪選手のグループである。

## 概要

### 発祥
千葉の太田義夫（23期）が房総フラワーラインを街道練習地としていたが、太田と仲が良かった東京の山口国男（24期）がたびたびこの地を訪れて太田と一緒に練習するようになり、そこからちなんで誕生したといわれている。
その後、山口国男の実弟である山口健治が、日本競輪学校（当時）の38期生として同期だった吉井秀仁もまた、太田義夫らとともにこの地を練習地としていることから度々一緒に練習するようになり、ついには後に、競輪界の「最大勢力」となっていくフラワーラインの原型を形成していくことになる。

### フラワーラインの結成
1975年にデビューした中野浩一は、デビューしてから18連勝を果たすなどセンセーショナルな活躍を新人の頃からするようになったことから、一躍「九州のハヤブサ」というニックネームを授かるようになった。中野は言わずと知れた世界選（世界自転車選手権）V10を後に果たすわけだが、とりわけ特徴的だったのはダッシュ力であった。
普通の選手ならば、トップスピードに乗せるためにはある程度助走距離が必要だが、中野の場合はトップスピードに乗せるまでの助走距離が大変短いことが特徴的で、持ち前のダッシュ力で相手を圧倒するレースが目立った。
一方、日本の地域地図上においては、東京と千葉は隣県でありかつ関東地方に属しているが、競輪の場合は東京と千葉は地区が違うことになっている。東京は関東地区、千葉は南関東地区に分けられており、競輪の競走では、例えば東京と埼玉の選手が乗り合わせた場合には必然的にラインを組むことになるが、東京と千葉は地区が違うということでラインを組んで競走することが少なかった。
そのため、お互いに潰しあいのようなレースも生じてくるわけだが、そこへもってきて、中野が当時はただ一人捲って勝つレースが多くなったことから、何とかして中野を破る策はないかと考え出されたのが「フラワーライン」だった。

### フラワーVS中野
1979年の日本選手権競輪（立川競輪場）決勝で、尾崎雅彦の逃げに乗った山口健治が、後ろにいた藤巻昇、谷津田陽一の好アシストもあって断然人気の中野の捲りを封じ込め、見事初タイトルを手にすることになったが、これがフラワーラインVS中野浩一という図式のきっかけにもなった。
この図式を描いていたのは健治の兄・国男であった。国男はフラワーのドンと言われ、自らは特別競輪のタイトルを手にすることはなかったが、「参謀」としてフラワーラインの中枢を掌り続けた。
同年の競輪祭競輪王戦（小倉競輪場）の決勝戦では地元・九州勢が中野を含めて6人も決勝へと駒を進めながらも、お互いがまるで同士討ちのような形のレース展開となり、正攻法の位置にいた吉井秀仁が、国男を連れてそのまま逃げ切ってしまった。
さらに吉井は翌年の日本選手権（前橋競輪場）決勝では、見事九州ラインを分断することに成功し、逃げる江嶋康光を番手捲りしたばかりか、バックから捲ってきた中野を2センターで完全に封じ込め特別競輪を連覇。さらに続く高松宮杯競輪（大津びわこ競輪場）決勝でも、山口健治と中野の大競りを尻目に吉井は快調に逃げ、最後は優勝した藤巻昇、2着の国松利全に交わされ3着に終わったものの、完全に中野を押さえ込む走りを見せつけていた。

### 勢力拡大
国男は、東京と千葉といった繋がりのみならず、関東全域、さらには北日本や中国地区にまでも勢力を拡大させるという政治力を発揮した。
新人王を制し「ウルフ」と称された広島の木村一利は大の中野「嫌い」で、広域的には中野と同じく「西日本ライン」の選手ながらも、木村は中野をどうしても倒したいという気持ちがあったことから、時折フラワーラインに与するようになった。
また、岡山の西谷康彦が、国男に世話になったという理由からこれまた、フラワーラインに加わることになり、当時岡山のドン的な存在だった西谷は、岡山の選手をまとめ上げて、フラワーラインの一員としてラインを度々形成するようになった。
さらに北日本にも、阿部良二や岩崎誠一といった、中野にとりわけ敵対心を抱く選手がいたこともあって、そのつながりからこれまたフラワーラインに加担。ただ一人思い悩んでいた菅田順和も、特別競輪のタイトルを手にするためにはフラワーラインへ加わることは避けて通れないという気持ちから、最終的には「一員」に加わることになった。
このようにしてフラワーラインは勢力を拡大していく。やがて滝澤正光、清嶋彰一という大型先行選手が育つようになり、束になって力で中野を封じる策は完全に出来上がった。

### 藤巻昇の反旗
ところが北海道の藤巻昇が突如として反旗を翻し、中野に与することになった。
藤巻は中野とともに世界選に出場する機会があり、そこで中野と寝食をともにするうちに中野への愛着が芽生え、中野を競輪界のリーダーとして守り立ててやらねばならないという気持ちを持つようになった。
そればかりかフラワーラインの対中野策はあまりにも露骨すぎて、競輪の本質から外れているという考え方も持っていた。1980年の高松宮杯東王座戦において、吉井秀仁がイン粘りに出て菅田順和‐阿部利美‐荒川秀之助を分断したことから藤巻は後方に追いやられ、捲り上げて辛くも決勝に進出したものの、レース後『カラスの勝手でしょというレースをされた』と激怒し、フラワーとの距離は決定的になった。
中野はデビュー当時から、実質の師匠役ともいえる矢村正以外に慕える九州の先輩がおらず、一枚岩でなかった九州に頼らず、世界選繋がりから、愛知の高橋健二や高橋と同門（師匠がともに黒須修典）の先輩格である久保千代志との繋がりを持っていた。久保が「アニイ」と慕っていた藤巻が中野に与するようになり、フラワーラインのような一枚岩の結束とはいかずとも、世界選繋がりにより中野シンパの勢力も徐々に拡大するようになった。そして中野は後に、佐賀の井上茂徳という心強い味方を得て、フラワーラインに伍して戦える「九州軍団」の結成へと繋がっていく。

### フラワーVS九州
井上の台頭により、より一層、中野らに戦いやすくさせるべく、九州の選手もフラワーラインに伍して戦える勢力が必要となった。そこで熊本の緒方浩一を参謀として「九州軍団」が出来上がるようになった。この九州軍団は一枚岩とはこれまでいかなかった九州ラインを「九州は一つに」を合言葉に結成されたもので、後に佐賀の佐々木昭彦も台頭してくるようになるが、基本的には中野をいかにして走りやすくさせるかに当初は主眼が置かれていた。そのため、しばし佐々木や、熊本の北村徹といった新人たちが犠牲になって先陣を切るようなレースも目立つようになり、評論家の中には「九州はやっていることがフラワーと一緒」と批判的な目で見る人もいた。
一方、フラワーラインは山口国男が「一員」を順番に特別競輪で優勝させるという策（後述）に出るようになり、1983年の高松宮杯競輪（大津びわこ競輪場）の尾崎雅彦、同年・オールスター競輪（平競輪場）の菅田順和、さらに翌年の日本選手権（千葉競輪場）の滝澤正光、翌々年の日本選手権（立川競輪場）の清嶋彰一と、まさに国男が描いていたとおりの形で続々とタイトルホルダーを誕生させていくことになる。
対して九州軍団は、中野と井上のいわゆる「黄金コンビ」がフラワーのタイトルたらいまわし作戦を封じ込める策に出て、とりわけ毎年小倉競輪場で開催される競輪祭は絶対に他地区、とりわけフラワーにはタイトルを持ち帰らせないという並々ならぬ意気込みをもって2人でタイトルを防衛し続けた。1980年～1985年の競輪王戦の優勝者は中野（80・81・83）と井上（82・84・85）の2人だけだった。

### フラワーラインの崩壊
まさに1980年代の初期から半ば頃までは、「フラワーVS九州」の図式が顕著に現れた時代であったが、フラワーラインの露骨なタイトルたらいまわし策はやがて、ファン、マスコミから批判の矢面に立たされることになる。
1983年のオールスター決勝では、滝澤（千葉） - 菅田（宮城） - 尾崎（東京） - 吉井（千葉） - 堂田（北海道）という道中の並びとなった。どうして滝澤と吉井、菅田と堂田が「別線」になるのか、今だと理解不能（仲が悪いと勘繰られそう）に陥りそうだが、彼ら5人はフラワーラインの一員という括りのもと、当時タイトルがなかった菅田の準地元である平競輪場で開催されていることから、滝澤の番手に菅田が入ることになった。
また、1984年の日本選手権決勝では、清嶋（東京） - 滝澤（千葉） - 山口（東京） - 吉井（千葉） - 菅田（宮城）という並びになったが、これも、開催地である千葉競輪場を滝澤が地元にしているからという理由で清嶋の番手に入る形になったもの。
そして1985年の日本選手権決勝では、東京の3人は清嶋 - 山口 - 尾崎で並び、滝澤がその後ろの4番手に入ったものの、結局、後方の瀬戸内勢を抑えるだけの役目しか果たさなかったことから、とうとうファンの怒りは爆発し、「舐めるのもいい加減にしろ!」という罵声が飛んだ。
以上3戦の戦いについて、マスコミ側も痛烈にフラワーラインの作戦を批判。その後もフラワーラインは生き延び続けてはいくが、競輪界を代表する大型先行選手となった滝澤と清嶋がラインに埋もれて今後戦っていくことは得策とはいえないという流れにやがてなっていき、おまけにこれらのこともあって競輪界もまた、現在に繋がる事前コメントの発表や、選手紹介時の地乗りという形を後にとるようになり、ファンにとって不可解な道中の並びを防止しようと努めるようになった。

### フラワーラインの消滅
吉井秀仁によると、フラワーラインの消滅は平成のはじめあたりと答えている。
しかしながら実際にはそれ以前にフラワーラインそのものは崩壊していた。当初は、中野浩一を打倒する意味合いを持っていたフラワーラインは、晩年になってあまりにも策を弄しすぎたことにより、競輪ファン・マスコミから批判の矢面に立たされ、その結果崩壊していくという末路を辿ることになった。ただしこれはフラワーライン内部の崩壊ではなく、個人同士の繋がりとしては崩壊後もお互いに友好的な関係が保たれていた。